# Ястшиговиці
Ястшиговиці (пол. Jastrzygowice, нім. Hartwigsdorf) — село в Польщі, у гміні Гожув-Шльонський Олеського повіту Опольського воєводства.
Населення — 310 осіб (2011).
У 1975—1998 роках село належало до Ченстоховського воєводства.

## Демографія
Демографічна структура станом на 31 березня 2011 року:
|          | Загалом | Допрацездатний вік | Працездатний вік | Постпрацездатний вік |
| -------- | ------- | ------------------ | ---------------- | -------------------- |
| Чоловіки | 155     | 29                 | 105              | 21                   |
| Жінки    | 155     | 29                 | 93               | 33                   |
| Разом    | 310     | 58                 | 198              | 54                   |